# 97 Tauri
97 Tauri è una stella variabile delta scuti, bianca di sequenza principale, di classe spettrale variabile fra A7IV e A7V, e di magnitudine +5,97, situata nella costellazione del Toro, ed è un membro dell'ammasso aperto delle Iadi. Dista circa 167 anni luce dal sistema solare e la sua metallicità (abbondanza di Fe) è circa 0,21 (162,2% del Sole).

## Osservazione
Si tratta di una stella situata nella costellazione del Toro: la sua declinazione comporta che possa essere osservata, nell'emisfero boreale, soprattutto nei mesi autunnali e invernali. Nell'emisfero sud, per via della sua alta declinazione e tenue luminosità, è osservabile con difficoltà.
La sua magnitudine pari a 5,08 fa sì che sia difficilmente visibile ad occhio nudo, pertanto può essere osservata con l'ausilio di strumenti anche modesti, come un binocolo, ma sotto un cielo sufficientemente pulito.
Il periodo migliore per la sua osservazione nel cielo serale ricade nei mesi compresi fra novembre e febbraio.

## Caratteristiche orbitali e moto proprio
97 Tauri si muove lungo un'orbita intorno al centro galattico ad una velocità di 44,3 km/s relativa al Sole, solidarmente con le altre stelle dell'ammasso delle Iadi.  La proiezione dell'orbita sul piano galattico fa sì che la stella percorra la sua orbita mantenendosi a una distanza compresa fra 20800 e 26900 anni luce dal centro della Galassia.
La massima vicinanza dal nostro sole fu raggiunta 999.000 anni fa quando brillava di magnitudine visuale pari a 3,43 e distava appena 78 anni luce dal nostro sistema solare.

## Occultazioni
Per la sua posizione prossima all'eclittica è talvolta soggetta ad occultazioni da parte della Luna e, più raramente, dei pianeti, generalmente quelli interni.
L'ultima occultazione lunare avvenne il 9 febbraio 2014.